# Јован Новаковић (народни посланик)
Јован Новаковић (Краљево, 1824 – Краљево, 9. јул 1908) био је српски трговац и народни посланик. Био је отац Милана Новаковића, једног од водећих заговорника кажњавања починилаца Мајског преврата, и Љубомира Новаковића, министра у влади Димитрија Цинцар-Марковића.

## Биографија
Јован Новаковић је рођен 1824. године у Краљеву од оца Сретена и мајке Ружице. Једно време је живео у Чачку, где је његов брат Глиша био адвокат. Према подацима пописа становништва из 1863. године, Јован је у Карановцу (Краљеву) поседовао кућу, два дућана, земљу и воћњак у вредности од 438 дуката. Његови приходи су износили 15 талира месечно, што у односу на друге карановачке трговце, који су зарађивали и до 38 талира, није било много. Своје богатство је временом увећао бавећи се пољопривредом на свом имању и тргујући свињама у иностранству. Јован Новаковић је такође засадио винову лозу, од које је производио квалитетно вино. То вино је његов син Љубомир излагао у Бордоу 1882. године, а три године касније је за њега у Антверпену добио сребрну награду.
Новаковић је био присталица династије Карађорђевић, али није долазио у сукобе са Обреновићима. У периоду од 1858. до 1882. године био је више пута биран за председника примиритељног суда (касније Општинског суда) у Карановцу. За народног посланика у Карановцу изабран је 1871. године. Новаковић је био међу оним Краљевчанима који су дочекали краља Милана 1882. године. Новаковић је, као и његов кум Јован Сарић (председник општине и народни посланик) био члан Српске напредне странке. Током осамдесетих година 19. века био је у три наврата постављан за посланика у Народној скупштини Краљевине Србије: 1883, 1884. и 1885. године.
Заслужан је и за развој Врњачке Бање. Наиме, заједно са владиком Јоаникијем Нешковићем и Михајлом Поповићем-Чеперковићем, свештеником из Трстеника, био је члан Основателног фундаторског друштва формираног у јулу 1868. године ради подизања бање у Врњцима. Новаковић је био и председник Управног одбора Краљевске акционарске штедионице, најстаријег новчаног завода у Краљеву. Ову дужност је обављао од 1885. до 1889. године. Поред тога, Новаковић је помагао и рад неколико удружења и организација у Краљеву: Црвени крст, Краљевачку женску подружину, Карановачку читаоницу. Помагао је и сиромашне ученике. Био је пренумерант на књиге, а претплату на дело Вука Стефановића Караџића Правителствујушћи совет сербски за времена Кара-Ђорђијева (1860) наменио је свом најстаријем сину Љубомиру. Године 1901. био је одликован Орденом Таковског крста V реда.
Јован Новаковић је преминуо у Краљеву 9. јула 1908. године. Сахрањен је у породичној гробници на краљевачком гробљу.

## Породица
Јован Новаковић је био ожењен Круном Вучковић, са којом је имао осморо деце. Михаило, Новак и Ангелина преминули су у детињству, пре навршене треће године. Синови Владислав и Милорад су преминули пре 1890. године. Син Љубомир је био министар привреде у влади Цинцар-Марковића, а Божидар агроном. Милан Новаковић се као официр залагао за кажњавање починилаца Мајског преврата, оштро критикујући заверенике. Залагао се да се завереницима суди и постао је вођа контразавереника у војсци. Због тога је био ухапшен 1907. године и убијен у затвору.
Првобитна кућа у којој је Новаковић живео налазила се у краљевачкој Улици цара Душана. Она је срушена, а Новаковићеви потомци су на истом месту 1928. године подигли нову кућу. Ова кућа је данас под заштитом Завода за заштиту споменика културе у Краљеву.